# Giro di Lombardia 1908
Il Giro di Lombardia 1908, quarta edizione della corsa, fu disputata l'8 novembre 1908, su un percorso totale di 210 km. Fu vinta dal lussemburghese François Faber, giunto al traguardo con il tempo di 7h18'36", alla media di 28,727 km/h, precedendo Luigi Ganna e Giovanni Gerbi. 
Presero il via da Milano 208 ciclisti e 19 di essi portarono a termine la gara.

## Ordine d'arrivo (Top 10)
| Pos. | Corridore        | Squadra        | Tempo      |
| ---- | ---------------- | -------------- | ---------- |
| 1    | François Faber   | Peugeot-Wolber | 7h18'36"   |
| 2    | Luigi Ganna      | Atala          | a 14'57"   |
| 3    | Giovanni Gerbi   | Peugeot-Wolber | a 24'09"   |
| 4    | Carlo Mairani    | -              | a 56'09"   |
| 5    | Guido Ghirardini | -              | a 1h20'09" |
| 6    | Annibale Magni   | -              | a 1h25'24" |
| 7    | Francesco Amelli | -              | a 2h03'49" |
| 8    | Adolfo Denti     | -              | a 2h20'24" |
| 9    | Pietro Tani      | -              | a 2h25'24" |
| 10   | Sante Goi        | -              | a 2h50'56" |